# Лапчатка крупноцветковая
Лапча́тка крупноцветко́вая (лат. Potentilla megalantha) — невысокое многолетнее растение семейства Розовые (Rosaceae).
Лапчатка крупноцветковая растёт из мясистого корневища, достигает в высоту 20 — 30 см, ярко-жёлтые цветы появляются в июне. Используется как декоративное растение на клумбах и альпийских горках, в том числе и как почвопокровное растение.
В дикой природе встречается на Дальнем Востоке — Камчатка, Курильские острова, Сахалин, в Японии, Корее и Китае.